# Озёрный (Марий Эл)
Озёрный (мар. Озёрка) — посёлок в Килемарском районе Республики Марий Эл. Входит в состав Красномостовского сельского поселения.

## География
Находится в западной части республики Марий Эл на расстоянии приблизительно 25 км по прямой на юго-восток от районного центра посёлка Килемары.

## История
Основан в 1959 как посёлок птицефабрики совхоза имени Кирова Мари-Турекского района. В 1967 году в Озёрном проживали 303 человека. Птицефабрика «Озёрная» в конце концов была ликвидирована. На базе птицефабрики действует ООО «Птичий двор», использующее производственные помещения бывшего второго отделения.

## Население
Население составляло 435 человек (русские 61 %, мари 37 %) в 2002 году, 454 в 2010.